# اش-سور-آلزت (کانتون)
ایالت اش-سور-آلزت (به لاتین: Esch-sur-Alzette Canton) کانتونی در کشور لوکزامبورگ است که در Luxembourg District واقع شده‌است.

## خصوصیات
اش-سور-آلزت ۲۴۲٫۷۷ کیلومترمربع مساحت و ۱۴۰٬۰۶۱ نفر جمعیت دارد.